# Rodney Hill
Rodney Hill (né le 11 juin 1921 dans le Yorkshire; décédé le 2 février 2011) est un ingénieur et mathématicien britannique. Il a appliqué les résultats de l'analyse convexe à la théorie mathématique de la plasticité.

## Biographie
Hill a étudié les mathématiques à l'Université de Cambridge (Gaius and Gonville College). Pendant la seconde guerre mondiale, il a travaillé au centre de recherche de la Défense , au sein de l'équipe qui, sous la direction de Nevill Francis Mott, se consacrait au pouvoir perforant des projectiles d'artillerie sur les blindages. De là son intérêt ultérieur pour la théorie mathématique de la plasticité, à laquelle il se consacra avec E. Orowan au Laboratoire Cavendish de Cambridge. Il en appliqua les principaux résultats au formage des métaux et soutint sa thèse de doctorat à Cambridge en 1948. Son mémoire de thèse sera publié, à quelques remaniement près, sous le titre de « Théorie mathématique de la Plasticité » en 1950, et constitue depuis un classique de la discipline. En 1949 il devient le directeur du laboratoire d'essai des Métaux de la British Iron and Steel Association ; l'année suivante il est le premier directeur de publication du Journal of the Mechanics and Physics of Solids, et en 1953 est recruté comme professeur de mathématiques appliquées par l'Université de Nottingham. En 1963 il retourne à Cambridge, où il reprend ses recherches de mécanique.
Il a été élu Fellow de la Royal Society en 1961. Cette académie lui décerna la Royal Medal en 1993. L'Université de Bath la élevé au rang de docteur honoris causa en 1978.

## Œuvre
- The mathematical theory of plasticity, Oxford, Clarendon Press 1950